# 岗色乡
岗色乡，是中华人民共和国西藏自治区昌都市类乌齐县下辖的一个乡镇级行政单位。

## 行政区划
岗色乡下辖以下地区：
比苍村、居美村、彭雪村、岗达村、拉恩村、马曲村、岗穷村和多苏村。